# Burg Strečno
Die Burg Strečno (slowakisch Strečniansky hrad, ältere Namen: Strechun, Strechyn, Streczen, Streczan, Strežín, ungarisch Sztrecsény vára) liegt in der nördlichen Slowakei etwa acht Kilometer östlich der Stadt Žilina auf der Straße nach Martin in der Kleinen Fatra, auf einem hohen Felsen oberhalb des Flusses Waag. Zusammen mit der Burg Starý hrad ein paar Kilometer flussaufwärts schützte Burg Strečno den Weg durch den Engpass Domašínsky meander.

## Geschichte

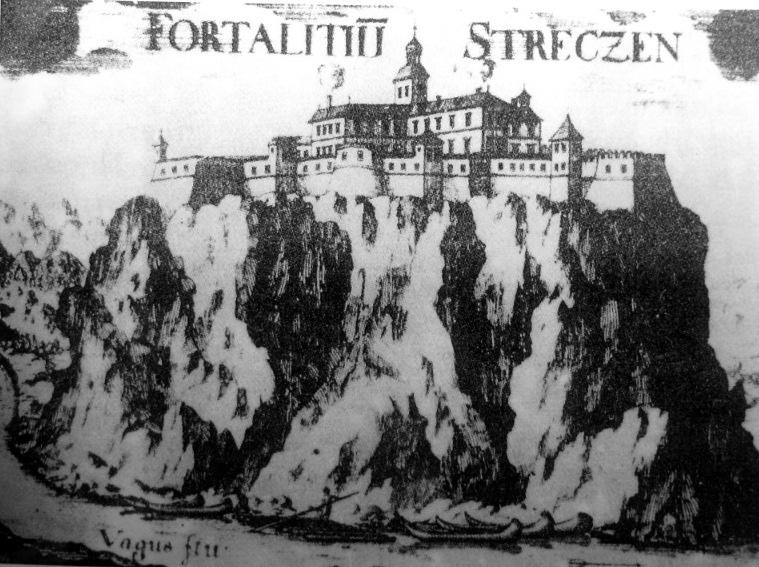
Geschichtliche Abbildung der Burg, 1680

Die Höhenburg wird zum ersten Mal während der Zeit der Herrschaft des Oligarchen Matthäus Csák als Sitz eines Herrschaftsguts erwähnt, daher wird ihm die Entstehung gegen 1300 zugeschrieben. Zu dieser Zeit bestand Burg Strečno nur aus einem befestigten gotischen Wohnturm, der die Furt im Ort Strečno schützte. Als königliches Gut in der ersten Hälfte des 15. Jahrhunderts gelangte die Burg in den Besitz der Königinnen Barbara und Elisabeth. In den Jahren 1444–69 war die Burg im Besitz der Familie Pongrácz aus Liptau-Sankt-Nikolaus, danach wechselte die Burg seine Besitzer oft. Unter anderem waren Johann Corvinus, Nikolaus und Peter Kostkovci, Johann Zápolya und das Geschlecht Dessewffy Herrscher der Burg. Im 17. Jahrhundert waren Besitzer Franz Wesselényi und die Familie Löwenberg. In seinen letzten Jahren im späten 17. Jahrhundert war die Burg oft Zufluchtsort der anti-habsburgischen Thököly-Aufständischen, sodass das kaiserliche Heer unter Leopold I. die Außenbefestigung schleifte und die Burg selbst beschädigte. Kurz vor dem Ende war die Burg mit ihrem zweistöckigen Palast, einer Renaissance-Vorburg sowie drei Bastionen eine der am besten befestigten Burganlagen des gesamten Waagtals. Seither erhob sich nur eine Burgruine über die Waag.
Die Mauern wurden am Anfang des 20. Jahrhunderts konserviert. 1970 wurde die Burg zum nationalen Kulturdenkmal erklärt und 1995 beendete man die Sanierungsarbeiten, sodass die teilweise wiedererrichtete Burg wieder zugänglich wurde.

## Weitere Informationen

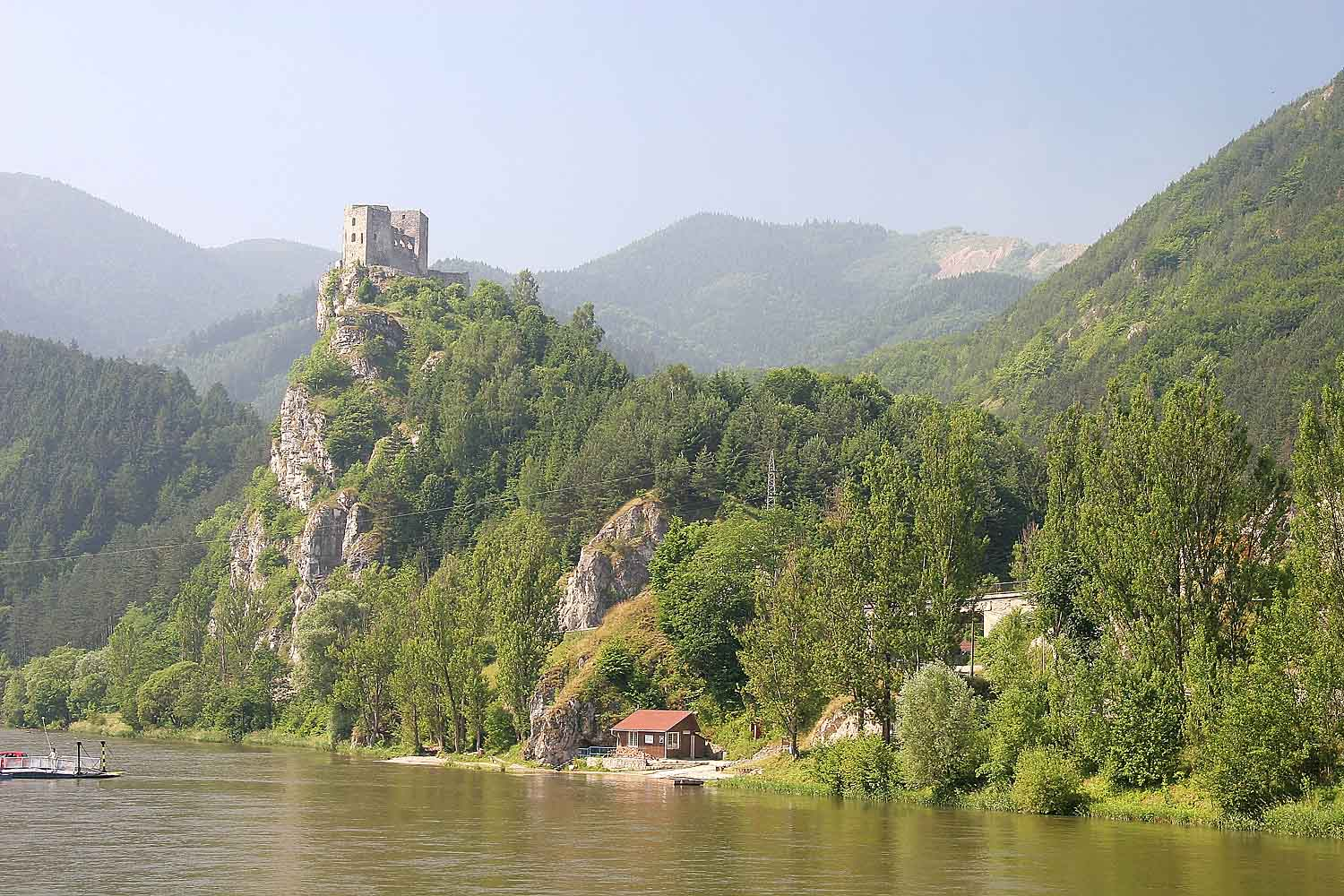
Burg Strečno oberhalb der Waag

Die ehemalige Herrin der Burg, Sofia Bosniak (1609–1644, slowakisch Žofia Bosniaková, ungarisch Bosnyák Zsófia), Gattin von Franz Wesselényi, Palatin des Königreichs Ungarn, war für ihre guten Taten und ihre Hilfe für die Kranken und Armen zur Zeit ihres Todes inoffiziell als „Heilige von Strečno“ bekannt. Im Jahr 1689, 45 Jahre nach dem Tod, wurden von kaiserlichen Soldaten die fast ungestörten Überreste gefunden und 1698 in die Krypta der Kirche von Teplička nad Váhom übertragen und dort 1729 in die neu erbaute Kapelle Jungfrau Maria von Loreto feierlich verlegt. 2009 wurden die Überreste durch einen psychisch kranken Mann verbrannt.
Der US-amerikanische Fantasyfilm Dragonheart wurde teilweise in der Burg Strečno gedreht.